# Babymetal/Diskografie
Diese Diskografie ist eine Übersicht über die musikalischen Werke der japanischen Kawaii-Metalband Babymetal. Den Schallplattenauszeichnungen zufolge hat sie bisher mehr als eine Million Tonträger verkauft. Ihre erfolgreichste Veröffentlichung ist das Lied Kingslayer mit über 700.000 verkauften Einheiten.

## Alben

### Studioalben
| Jahr | Titel Musiklabel                                                | Höchstplatzierung, Gesamtwochen, AuszeichnungChartplatzierungen (Jahr, Titel, Musiklabel, Platzierungen, Wochen, Auszeichnungen, Anmerkungen) | Höchstplatzierung, Gesamtwochen, AuszeichnungChartplatzierungen (Jahr, Titel, Musiklabel, Platzierungen, Wochen, Auszeichnungen, Anmerkungen) | Höchstplatzierung, Gesamtwochen, AuszeichnungChartplatzierungen (Jahr, Titel, Musiklabel, Platzierungen, Wochen, Auszeichnungen, Anmerkungen) | Höchstplatzierung, Gesamtwochen, AuszeichnungChartplatzierungen (Jahr, Titel, Musiklabel, Platzierungen, Wochen, Auszeichnungen, Anmerkungen) | Höchstplatzierung, Gesamtwochen, AuszeichnungChartplatzierungen (Jahr, Titel, Musiklabel, Platzierungen, Wochen, Auszeichnungen, Anmerkungen) | Höchstplatzierung, Gesamtwochen, AuszeichnungChartplatzierungen (Jahr, Titel, Musiklabel, Platzierungen, Wochen, Auszeichnungen, Anmerkungen) | Anmerkungen                                                |
| Jahr | Titel Musiklabel                                                | DE | AT | CH | UK | US | JP | Anmerkungen                                                |
| ---- | --------------------------------------------------------------- | --- | --- | --- | --- | --- | --- | ---------------------------------------------------------- |
| 2014 | Babymetal Amuse • BMD Fox Records • Toy’s Factory (Edel)        | DE95 (1 Wo.)DE | AT69 (1 Wo.)AT | — | — | US187 (1 Wo.)US | JP4 Gold · (130 Wo.)JP | Erstveröffentlichung: 26. Februar 2014 Verkäufe: + 100.000 |
| 2016 | Metal Resistance Amuse • BMD Fox Records • Toy’s Factory (Edel) | DE36 (1 Wo.)DE | AT22 (1 Wo.)AT | CH55 (1 Wo.)CH | UK15 (2 Wo.)UK | US39 (2 Wo.)US | JP2 Gold · (48 Wo.)JP | Erstveröffentlichung: 1. April 2016 Verkäufe: + 100.000    |
| 2019 | Metal Galaxy Amuse • BMD Fox Records • Toy’s Factory (Edel)     | DE18 (1 Wo.)DE | AT30 (1 Wo.)AT | CH46 (1 Wo.)CH | UK19 (1 Wo.)UK | US13 (1 Wo.)US | JP3 Gold · (24 Wo.)JP | Erstveröffentlichung: 8. Oktober 2019 Verkäufe: + 100.000  |
| 2023 | The Other One Amuse • BMD Fox Records • Toy’s Factory (Edel)    | DE24 (1 Wo.)DE | — | CH76 (1 Wo.)CH | UK32 (1 Wo.)UK | — | JP3 (13 Wo.)JP | Erstveröffentlichung: 24. März 2023                        |
| 2025 | Metal Forth Capitol Records (UMG)                               | DE7 (… Wo.)DE | AT7 (… Wo.)AT | CH10 (… Wo.)CH | UK17 (… Wo.)UK | US9 (… Wo.)US | JP3 (… Wo.)JP | Erstveröffentlichung: 8. August 2025                       |

### Livealben
| Jahr | Titel Musiklabel                                                                            | Höchstplatzierung, Gesamtwochen, AuszeichnungChartplatzierungen (Jahr, Titel, Musiklabel, Platzierungen, Wochen, Auszeichnungen, Anmerkungen) | Höchstplatzierung, Gesamtwochen, AuszeichnungChartplatzierungen (Jahr, Titel, Musiklabel, Platzierungen, Wochen, Auszeichnungen, Anmerkungen) | Höchstplatzierung, Gesamtwochen, AuszeichnungChartplatzierungen (Jahr, Titel, Musiklabel, Platzierungen, Wochen, Auszeichnungen, Anmerkungen) | Höchstplatzierung, Gesamtwochen, AuszeichnungChartplatzierungen (Jahr, Titel, Musiklabel, Platzierungen, Wochen, Auszeichnungen, Anmerkungen) | Höchstplatzierung, Gesamtwochen, AuszeichnungChartplatzierungen (Jahr, Titel, Musiklabel, Platzierungen, Wochen, Auszeichnungen, Anmerkungen) | Höchstplatzierung, Gesamtwochen, AuszeichnungChartplatzierungen (Jahr, Titel, Musiklabel, Platzierungen, Wochen, Auszeichnungen, Anmerkungen) | Anmerkungen                              |
| Jahr | Titel Musiklabel                                                                            | DE | AT | CH | UK | US | JP | Anmerkungen                              |
| ---- | ------------------------------------------------------------------------------------------- | --- | --- | --- | --- | --- | --- | ---------------------------------------- |
| 2015 | Live at Budokan: Red Night Amuse • BMD Fox Records • Toy’s Factory (Edel)                   | — | — | — | — | — | JP3 (15 Wo.)JP | Erstveröffentlichung: 7. Oktober 2015    |
| 2015 | Legend “2015” – New Year Fox Festival Amuse • BMD Fox Records • Toy’s Factory (Edel)        | — | — | — | — | — | — | Erstveröffentlichung: 21. Oktober 2015   |
| 2016 | Live at Wembley Amuse • BMD Fox Records • Toy’s Factory (Edel)                              | — | — | — | — | — | JP5 (7 Wo.)JP | Erstveröffentlichung: 9. Dezember 2016   |
| 2020 | Babymetal Arises: Beyond the Moon – Legend M Amuse • BMD Fox Records • Toy’s Factory (Edel) | — | — | — | — | — | — | Erstveröffentlichung: 1. April 2020      |
| 2020 | Babymetal Awakens – The Sun Also Rises Amuse • BMD Fox Records • Toy’s Factory (Edel)       | — | — | — | — | — | — | Erstveröffentlichung: 1. April 2020      |
| 2020 | Legend – Metal Galaxy: Day 1 Amuse • BMD Fox Records • Toy’s Factory (Edel)                 | — | — | — | — | — | JP9 (3 Wo.)JP | Erstveröffentlichung: 9. September 2020  |
| 2020 | Legend – Metal Galaxy: Day 2 Amuse • BMD Fox Records • Toy’s Factory (Edel)                 | — | — | — | — | — | JP10 (3 Wo.)JP | Erstveröffentlichung: 9. September 2020  |
| 2021 | Live: Legend I, D, Z Apocalypse Amuse • BMD Fox Records • Toy’s Factory (Edel)              | — | — | — | — | — | JP150 (1 Wo.)JP | Erstveröffentlichung: 25. August 2021    |
| 2021 | Live: Legend 1999 & 1997 Apocalypse Amuse • BMD Fox Records • Toy’s Factory (Edel)          | — | — | — | — | — | JP167 (1 Wo.)JP | Erstveröffentlichung: 25. August 2021    |
| 2021 | Live in London: Babymetal World Tour 2014 Amuse • BMD Fox Records • Toy’s Factory (Edel)    | — | — | — | — | — | JP256 (1 Wo.)JP | Erstveröffentlichung: 25. August 2021    |
| 2021 | Live at Tokyo Dome Amuse • BMD Fox Records • Toy’s Factory (Edel)                           | — | — | — | — | — | JP205 (1 Wo.)JP | Erstveröffentlichung: 8. September 2021  |
| 2021 | Legend S: Baptism XX Amuse • BMD Fox Records • Toy’s Factory (Edel)                         | — | — | — | — | — | JP221 (1 Wo.)JP | Erstveröffentlichung: 8. September 2021  |
| 2021 | Live at the Forum Amuse • BMD Fox Records • Toy’s Factory (Edel)                            | — | — | — | — | — | JP268 (1 Wo.)JP | Erstveröffentlichung: 22. September 2021 |
| 2021 | Legend – Metal Galaxy Amuse • BMD Fox Records • Toy’s Factory (Edel)                        | — | — | — | — | — | JP211 (1 Wo.)JP | Erstveröffentlichung: 22. September 2021 |
| 2021 | 10 Babymetal Budokan Amuse • BMD Fox Records • Toy’s Factory (Edel)                         | — | — | — | — | — | JP19 (3 Wo.)JP | Erstveröffentlichung: 29. September 2021 |
| 2023 | Babymetal Returns: The Other One Amuse • BMD Fox Records • Toy’s Factory (Edel)             | — | — | — | — | — | — | Erstveröffentlichung: 13. Juni 2023      |
| 2023 | Babymetal Begins: The Other One Amuse • BMD Fox Records • Toy’s Factory (Edel)              | — | — | — | — | — | — | Erstveröffentlichung: 11. Oktober 2023   |

### Kompilationen
| Jahr | Titel Musiklabel                                                  | Höchstplatzierung, Gesamtwochen, AuszeichnungChartplatzierungen (Jahr, Titel, Musiklabel, Platzierungen, Wochen, Auszeichnungen, Anmerkungen) | Höchstplatzierung, Gesamtwochen, AuszeichnungChartplatzierungen (Jahr, Titel, Musiklabel, Platzierungen, Wochen, Auszeichnungen, Anmerkungen) | Höchstplatzierung, Gesamtwochen, AuszeichnungChartplatzierungen (Jahr, Titel, Musiklabel, Platzierungen, Wochen, Auszeichnungen, Anmerkungen) | Höchstplatzierung, Gesamtwochen, AuszeichnungChartplatzierungen (Jahr, Titel, Musiklabel, Platzierungen, Wochen, Auszeichnungen, Anmerkungen) | Höchstplatzierung, Gesamtwochen, AuszeichnungChartplatzierungen (Jahr, Titel, Musiklabel, Platzierungen, Wochen, Auszeichnungen, Anmerkungen) | Höchstplatzierung, Gesamtwochen, AuszeichnungChartplatzierungen (Jahr, Titel, Musiklabel, Platzierungen, Wochen, Auszeichnungen, Anmerkungen) | Anmerkungen                             |
| Jahr | Titel Musiklabel                                                  | DE | AT | CH | UK | US | JP | Anmerkungen                             |
| ---- | ----------------------------------------------------------------- | --- | --- | --- | --- | --- | --- | --------------------------------------- |
| 2020 | 10 Babymetal Years Amuse • BMD Fox Records • Toy’s Factory (Edel) | — | — | — | — | — | JP2 (12 Wo.)JP | Erstveröffentlichung: 23. Dezember 2020 |

### EPs
| Jahr | Titel Musiklabel                                                     | Anmerkungen                              |
| ---- | -------------------------------------------------------------------- | ---------------------------------------- |
| 2015 | Introducing Babymetal Amuse • BMD Fox Records • Toy’s Factory (Edel) | Erstveröffentlichung: 16. September 2015 |

## Singles

### Als Leadmusiker
| Jahr | Titel Album                                       | Höchstplatzierung, Gesamtwochen, AuszeichnungChartplatzierungen (Jahr, Titel, Album, Platzierungen, Wochen, Auszeichnungen, Anmerkungen) | Höchstplatzierung, Gesamtwochen, AuszeichnungChartplatzierungen (Jahr, Titel, Album, Platzierungen, Wochen, Auszeichnungen, Anmerkungen) | Höchstplatzierung, Gesamtwochen, AuszeichnungChartplatzierungen (Jahr, Titel, Album, Platzierungen, Wochen, Auszeichnungen, Anmerkungen) | Höchstplatzierung, Gesamtwochen, AuszeichnungChartplatzierungen (Jahr, Titel, Album, Platzierungen, Wochen, Auszeichnungen, Anmerkungen) | Höchstplatzierung, Gesamtwochen, AuszeichnungChartplatzierungen (Jahr, Titel, Album, Platzierungen, Wochen, Auszeichnungen, Anmerkungen) | Höchstplatzierung, Gesamtwochen, AuszeichnungChartplatzierungen (Jahr, Titel, Album, Platzierungen, Wochen, Auszeichnungen, Anmerkungen) | Anmerkungen                                                             |
| Jahr | Titel Album                                       | DE | AT | CH | UK | US | JP | Anmerkungen                                                             |
| ---- | ------------------------------------------------- | --- | --- | --- | --- | --- | --- | ----------------------------------------------------------------------- |
| 2011 | Doki Doki Morning Babymetal                       | — | — | — | — | — | — | Erstveröffentlichung: 24. Oktober 2011                                  |
| 2012 | Babymetal × Kiba of Akiba Babymetal               | — | — | — | — | — | JP46 (3 Wo.)JP | Erstveröffentlichung: 7. März 2012 mit Kiba of Akiba                    |
| 2012 | Headbangeeeeerrrrr!!!!! Babymetal                 | — | — | — | — | — | JP20 (3 Wo.)JP | Erstveröffentlichung: 4. Juli 2012                                      |
| 2013 | Ijime, Dame, Zettai Babymetal                     | — | — | — | — | — | JP6 (6 Wo.)JP | Erstveröffentlichung: 9. Januar 2013                                    |
| 2013 | Megitsune Babymetal                               | — | — | — | — | — | JP7 (13 Wo.)JP | Erstveröffentlichung: 19. Juni 2013                                     |
| 2015 | Road of Resistance Metal Resistance               | — | — | — | — | — | — | Erstveröffentlichung: 7. Januar 2015                                    |
| 2015 | Gimme Chocolate!! Babymetal                       | — | — | — | — | — | — | Erstveröffentlichung: 11. Mai 2015                                      |
| 2016 | Karate Metal Resistance                           | — | — | — | — | — | — | Erstveröffentlichung: 26. Februar 2016                                  |
| 2018 | Distortion Metal Galaxy                           | — | — | — | — | — | JP42 (1 Wo.)JP | Erstveröffentlichung: 8. Mai 2018                                       |
| 2018 | Starlight Metal Galaxy                            | — | — | — | — | — | — | Erstveröffentlichung: 19. Oktober 2018                                  |
| 2019 | Elevator Girl Metal Galaxy                        | — | — | — | — | — | — | Erstveröffentlichung: 10. Mai 2019                                      |
| 2019 | Pa Pa Ya!! Metal Galaxy                           | — | — | — | — | — | — | Erstveröffentlichung: 28. Juni 2019                                     |
| 2019 | Shanti Shanti Shanti Metal Galaxy                 | — | — | — | — | — | — | Erstveröffentlichung: 27. September 2019                                |
| 2020 | Brand New Day (Live) Legend – Metal Galaxy: Day 1 | — | — | — | — | — | — | Erstveröffentlichung: 2. September 2020 feat. Tim Henson & Scott LePage |
| 2020 | BxMxC Metal Galaxy                                | — | — | — | — | — | JP25 (1 Wo.)JP | Erstveröffentlichung: 9. Oktober 2020                                   |
| 2022 | Divine Attack (Shingeki) The Other One            | — | — | — | — | — | — | Erstveröffentlichung: 20. Oktober 2022                                  |
| 2022 | Monochrome The Other One                          | — | — | — | — | — | — | Erstveröffentlichung: 17. November 2022                                 |
| 2023 | Metal Kingdom The Other One                       | — | — | — | — | — | — | Erstveröffentlichung: 19. Januar 2023                                   |
| 2023 | Light and Darkness The Other One                  | — | — | — | — | — | — | Erstveröffentlichung: 23. Februar 2023                                  |
| 2023 | Metali!! (メタり！！) Metal Forth                 | — | — | — | — | — | — | Erstveröffentlichung: 17. August 2023 feat. Tom Morello                 |
| 2024 | Ratatata Metal Forth                              | DE55 (3 Wo.)DE | AT66 (1 Wo.)AT | — | — | — | — | Erstveröffentlichung: 23. Mai 2024 feat. Electric Callboy               |
| 2025 | From Me to U Metal Forth                          | — | — | — | — | — | — | Erstveröffentlichung: 4. April 2025 feat. Poppy                         |
| 2025 | Song 3 Metal Forth • Grizzly                      | — | — | — | — | — | — | Erstveröffentlichung: 28. Mai 2025 mit Slaughter to Prevail             |
| 2025 | Kon! Kon! Metal Forth                             | — | — | — | — | — | — | Erstveröffentlichung: 11. Juli 2025 feat. Bloodywood                    |

### Als Gastmusiker
| Jahr | Titel Album                            | Höchstplatzierung, Gesamtwochen, AuszeichnungChartplatzierungen (Jahr, Titel, Album, Platzierungen, Wochen, Auszeichnungen, Anmerkungen) | Höchstplatzierung, Gesamtwochen, AuszeichnungChartplatzierungen (Jahr, Titel, Album, Platzierungen, Wochen, Auszeichnungen, Anmerkungen) | Höchstplatzierung, Gesamtwochen, AuszeichnungChartplatzierungen (Jahr, Titel, Album, Platzierungen, Wochen, Auszeichnungen, Anmerkungen) | Höchstplatzierung, Gesamtwochen, AuszeichnungChartplatzierungen (Jahr, Titel, Album, Platzierungen, Wochen, Auszeichnungen, Anmerkungen) | Höchstplatzierung, Gesamtwochen, AuszeichnungChartplatzierungen (Jahr, Titel, Album, Platzierungen, Wochen, Auszeichnungen, Anmerkungen) | Höchstplatzierung, Gesamtwochen, AuszeichnungChartplatzierungen (Jahr, Titel, Album, Platzierungen, Wochen, Auszeichnungen, Anmerkungen) | Anmerkungen                                                                               |
| Jahr | Titel Album                            | DE | AT | CH | UK | US | JP | Anmerkungen                                                                               |
| --- | -------------------------------------- | --- | --- | --- | --- | --- | --- | ----------------------------------------------------------------------------------------- |
| 2023 | The End Pink Tape                      | — | — | — | — | — | — | Erstveröffentlichung: 29. Juni 2023 Lil Uzi Vert feat. Babymetal                          |
| 2024 | Leave It All Behind –                  | — | — | — | — | — | — | Erstveröffentlichung: 14. März 2024 F. Hero feat. Babymetal & Bodyslam                    |
| 2024 | Bekhauf Nu Delhi                       | — | — | — | — | — | — | Erstveröffentlichung: 6. Dezember 2024 Bloodywood feat. Babymetal                         |
| Folgende Lieder erschienen nicht als Single, wurden aber durch das Album zum Download und Streaming bereitgestellt und konnten somit eine Platzierung erlangen: |                                        | | | | | | |                                                                                           |
| |                                        | | | | | | |                                                                                           |
| 2020 | Kingslayer Post Human: Survival Horror | — | — | — | UK51 Silber · (1 Wo.)UK | US— GoldUS | — | Charteinstieg: 14. November 2020 Verkäufe: + 700.000 Bring Me the Horizon feat. Babymetal |

## Videoalben und Musikvideos

### Videoalben
| Jahr | Titel Musiklabel                                                                                   | Höchstplatzierung, Gesamtwochen, AuszeichnungChartplatzierungen (Jahr, Titel, Musiklabel, Platzierungen, Wochen, Auszeichnungen, Anmerkungen) | Höchstplatzierung, Gesamtwochen, AuszeichnungChartplatzierungen (Jahr, Titel, Musiklabel, Platzierungen, Wochen, Auszeichnungen, Anmerkungen) | Höchstplatzierung, Gesamtwochen, AuszeichnungChartplatzierungen (Jahr, Titel, Musiklabel, Platzierungen, Wochen, Auszeichnungen, Anmerkungen) | Höchstplatzierung, Gesamtwochen, AuszeichnungChartplatzierungen (Jahr, Titel, Musiklabel, Platzierungen, Wochen, Auszeichnungen, Anmerkungen) | Höchstplatzierung, Gesamtwochen, AuszeichnungChartplatzierungen (Jahr, Titel, Musiklabel, Platzierungen, Wochen, Auszeichnungen, Anmerkungen) | Höchstplatzierung, Gesamtwochen, AuszeichnungChartplatzierungen (Jahr, Titel, Musiklabel, Platzierungen, Wochen, Auszeichnungen, Anmerkungen) | Anmerkungen                              |
| Jahr | Titel Musiklabel                                                                                   | DE | AT | CH | UK | US | JP | Anmerkungen                              |
| ---- | -------------------------------------------------------------------------------------------------- | --- | --- | --- | --- | --- | --- | ---------------------------------------- |
| 2013 | Live: Legend I, D, Z Apocalypse Amuse • BMD Fox Records • Toy’s Factory (Edel)                     | — | — | — | — | — | — | Erstveröffentlichung: 19. Oktober 2013   |
| 2014 | Live: Legend 1999 & 1997 Apocalypse Amuse • BMD Fox Records • Toy’s Factory (Edel)                 | — | — | — | — | — | JP8 (12 Wo.)JP | Erstveröffentlichung: 29. Oktober 2014   |
| 2015 | Live at Budokan: Red Night & Black Night Apocalypse Amuse • BMD Fox Records • Toy’s Factory (Edel) | — | — | — | UK14 (1 Wo.)UK | — | JP3 (37 Wo.)JP | Erstveröffentlichung: 7. Januar 2015     |
| 2015 | Live in London: Babymetal World Tour 2014 Amuse • BMD Fox Records • Toy’s Factory (Edel)           | — | — | — | UK9 (3 Wo.)UK | — | JP3 (35 Wo.)JP | Erstveröffentlichung: 20. Mai 2015       |
| 2016 | Live at Wembley Amuse • BMD Fox Records • Toy’s Factory (Edel)                                     | — | — | — | — | — | JP1 (17 Wo.)JP | Erstveröffentlichung: 23. November 2016  |
| 2017 | Live at Tokyo Dome Amuse • BMD Fox Records • Toy’s Factory (Edel)                                  | — | — | — | — | — | JP3 (16 Wo.)JP | Erstveröffentlichung: 12. April 2017     |
| 2018 | Legend S: Baptism XX Amuse • BMD Fox Records • Toy’s Factory (Edel)                                | — | — | — | — | — | JP4 (5 Wo.)JP | Erstveröffentlichung: 1. April 2018      |
| 2020 | Live at the Forum Amuse • BMD Fox Records • Toy’s Factory (Edel)                                   | — | — | — | — | — | JP3 (7 Wo.)JP | Erstveröffentlichung: 13. Mai 2020       |
| 2020 | Metal Galaxy World Tour in Japan Amuse • BMD Fox Records • Toy’s Factory (Edel)                    | — | — | — | — | — | — | Erstveröffentlichung: 6. Juli 2020       |
| 2020 | Legend – Metal Galaxy Amuse • BMD Fox Records • Toy’s Factory (Edel)                               | — | — | — | — | — | JP2 (16 Wo.)JP | Erstveröffentlichung: 9. September 2020  |
| 2021 | 10 Babymetal Budokan Amuse • BMD Fox Records • Toy’s Factory (Edel)                                | — | — | — | — | — | JP2 (5 Wo.)JP | Erstveröffentlichung: 29. September 2021 |
| 2023 | Babymetal Returns – The Other One Amuse • BMD Fox Records • Toy’s Factory (Edel)                   | — | — | — | — | — | JP7 (5 Wo.)JP | Erstveröffentlichung: 14. Juni 2023      |
| 2023 | Babymetal Begins – The Other One Amuse • BMD Fox Records • Toy’s Factory (Edel)                    | — | — | — | — | — | JP4 (7 Wo.)JP | Erstveröffentlichung: 11. Oktober 2023   |
| 2024 | Babymetal World Tour 2023-2024 – Legend MM Amuse • BMD Fox Records • Toy’s Factory (Edel)          | — | — | — | — | — | JP1 (5 Wo.)JP | Erstveröffentlichung: 10. Juli 2024      |
| 2024 | Babymetal Arises: Beyond the Moon – Legend M Amuse • BMD Fox Records • Toy’s Factory (Edel)        | — | — | — | — | — | JP11 (… Wo.)JP | Erstveröffentlichung: 10. Juli 2024      |
| 2024 | Babymetal Legend - 43 The Movie Amuse • BMD Fox Records • Toy’s Factory (Edel)                     | — | — | — | — | — | JP8 (… Wo.)JP | Erstveröffentlichung: 11. Dezember 2024  |

### Musikvideos
| Jahr | Titel                           | Regie                            |
| ---- | ------------------------------- | -------------------------------- |
| 2011 | Doki Doki Morning               | Shimon Tanaka                    |
| 2012 | Iine!                           | Daishin Suzuki                   |
| 2012 | Headbangeeeeerrrrr!!!!!         | Hidenobu Tanabe                  |
| 2012 | Babymetal Death                 |                                  |
| 2013 | Ijime, Dame, Zettai             | Satoshi Kamiguchi                |
| 2013 | Megitsune                       | Takuya Tada                      |
| 2014 | Gimme Chocolate!!               | Inni Vision                      |
| 2015 | Road of Resistance              |                                  |
| 2016 | Karate                          | Daisuke Ninomiya                 |
| 2016 | The One                         |                                  |
| 2018 | Distortion                      | Daichi Yasuda                    |
| 2018 | Starlight                       |                                  |
| 2019 | Pa Pa Ya!!                      | Yoshiteru Nomiyama, Eri Sakuragi |
| 2019 | Elevator Girl (English Version) |                                  |
| 2019 | Shanti Shanti Shanti            |                                  |
| 2019 | Da Da Dance                     |                                  |
| 2020 | BxMxC                           | Shimon Tanaka                    |
| 2023 | Metal Kingdom                   |                                  |
| 2023 | Light and Darkness              |                                  |
| 2023 | Mirror Mirror                   |                                  |
| 2023 | Metalizm                        |                                  |
| 2023 | メタり!                         | Takuya Tada                      |
| 2024 | Leave It All Behind             |                                  |
| 2024 | Ratatata                        | Oliver Schillo, Pascal Schillo   |
| 2025 | Bekhauf                         | Debjyoti Saha                    |
| 2025 | From Me to U                    | Takuya Oyama                     |
| 2025 | My Queen                        | Deathcats                        |
| 2025 | Song 3                          | Takasuke Kato                    |
| 2025 | Kon! Kon!                       |                                  |

## Promoveröffentlichungen
| Jahr | Titel Album                    | Anmerkungen                          |
| ---- | ------------------------------ | ------------------------------------ |
| 2023 | The One (Unfinished Version) – | Erstveröffentlichung: 14. April 2023 |

## Sonderveröffentlichungen

### Lieder
| Jahr | Titel Album                            | Anmerkungen                                                                 |
| ---- | -------------------------------------- | --------------------------------------------------------------------------- |
| 2020 | Kingslayer Post Human: Survival Horror | Erstveröffentlichung: 30. Oktober 2020 Bring Me the Horizon feat. Babymetal |
| 2023 | The End Pink Tape                      | Erstveröffentlichung: 30. Juni 2023 Lil Uzi Vert feat. Babymetal            |
| 2024 | Eternal Flames TMG II                  | Erstveröffentlichung: 18. September 2024 TMG feat. Babymetal                |
| 2025 | Bekhauf Nu Delhi                       | Erstveröffentlichung: 21. März 2025 Bloodywood feat. Babymetal              |
| 2025 | Song 3 Grizzly                         | Erstveröffentlichung: 18. Juli 2025 Babymetal & Slaughter to Prevail        |

### Videoalben
| Jahr | Titel Musiklabel                                                                     | Anmerkungen                                                                             |
| ---- | ------------------------------------------------------------------------------------ | --------------------------------------------------------------------------------------- |
| 2014 | Live from Summer Sonic 2013 Amuse • BMD Fox Records • Toy’s Factory (Edel)           | Erstveröffentlichung: 26. Februar 2014 Teil von Babymetal (Deluxe Edition)              |
| 2015 | Babymetal – Music Clips Amuse • BMD Fox Records • Toy’s Factory (Edel)               | Erstveröffentlichung: 29. Mai 2015 Teil von Babymetal (Limited Edition)                 |
| 2016 | Apocrypha Amuse • BMD Fox Records • Toy’s Factory (Edel)                             | Erstveröffentlichung: 1. April 2016 Teil von Metal Resistance (The One Limited Edition) |
| 2016 | Tokyo Metropolitan Rock Festival 2015 Amuse • BMD Fox Records • Toy’s Factory (Edel) | Erstveröffentlichung: 1. April 2016 Teil von Metal Resistance (Deluxe Edition)          |
| 2016 | Gimme Chocolate!! – World Tour 2015 Amuse • BMD Fox Records • Toy’s Factory (Edel)   | Erstveröffentlichung: 14. September 2016 Teil von Babymetal (World Tour 2015 Edition)   |
| 2019 | Metal Galaxy – Music Clips Amuse • BMD Fox Records • Toy’s Factory (Edel)            | Erstveröffentlichung: 11. Oktober 2019 Teil von Metal Galaxy (Deluxe Edition)           |

## Statistik

### Chartauswertung
|                     | DE    | AT    | CH    | UK    | US    | JP     |
| ------------------- | ----- | ----- | ----- | ----- | ----- | ------ |
| Nummer-eins-Alben   | DE—DE | AT—AT | CH—CH | UK—UK | US—US | JP—JP  |
| Top-10-Alben        | DE1DE | AT1AT | CH1CH | UK—UK | US1US | JP10JP |
| Alben in den Charts | DE5DE | AT4AT | CH4CH | UK4UK | US4US | JP18JP |

|                       | DE    | AT    | CH    | UK    | US    | JP    |
| --------------------- | ----- | ----- | ----- | ----- | ----- | ----- |
| Nummer-eins-Singles   | DE—DE | AT—AT | CH—CH | UK—UK | US—US | JP—JP |
| Top-10-Singles        | DE—DE | AT—AT | CH—CH | UK—UK | US—US | JP2JP |
| Singles in den Charts | DE1DE | AT1AT | CH—CH | UK1UK | US—US | JP5JP |

|                          | DE    | AT    | CH    | UK    | US    | JP     |
| ------------------------ | ----- | ----- | ----- | ----- | ----- | ------ |
| Nummer-eins-Videoalben   | DE—DE | AT—AT | CH—CH | UK—UK | US—US | JP2JP  |
| Top-10-Videoalben        | DE—DE | AT—AT | CH—CH | UK1UK | US—US | JP14JP |
| Videoalben in den Charts | DE—DE | AT—AT | CH—CH | UK2UK | US—US | JP14JP |

### Auszeichnungen für Musikverkäufe
Anmerkung: Auszeichnungen in Ländern aus den Charttabellen bzw. Chartboxen sind in ebendiesen zu finden.
| Land/RegionAuszeichnungen für Musikverkäufe (Land/Region, Auszeichnungen, Verkäufe, Quellen) | Silber  | Gold     | Platin | Verkäufe | Quellen    |
| -------------------------------------------------------------------------------------------- | ------- | -------- | ------ | -------- | ---------- |
| Japan (RIAJ)                                                                                 | —       | 3× Gold3 | —      | 300.000  | riaj.or.jp |
| Vereinigte Staaten (RIAA)                                                                    | —       | Gold1    | —      | 500.000  | riaa.com   |
| Vereinigtes Königreich (BPI)                                                                 | Silber1 | —        | —      | 200.000  | bpi.co.uk  |
| Insgesamt                                                                                    | Silber1 | 4× Gold4 | —      |          |            |